# Union démocratique du Manifeste algérien
L'Union démocratique du Manifeste algérien (UDMA) est un parti politique algérien créé par Ferhat Abbas en 1946. Il prône l'indépendance de l'Algérie sous la forme d'une république algérienne démocratique et sociale.
Onze représentants de l'Algérie française, membres de ce parti feront leur entrée dans le Parlement français aux élections constituantes françaises de juin 1946.

## Programme
Le programme du parti promeut une république algérienne indépendante, démocratique et sociale. Au congrès national du parti de Sétif, en 1948, Ferhat Abbas affirme :

« Pour respecter ce principe aujourd'hui inscrit dans la constitution française, l’Algérie doit évoluer dans le cadre naturel d’un État algérien et non dans celui étriqué et factice de trois départements français. Mais cet État ne devra être ni un Sultanat érigé au profit des Musulmans, ni un Dominion monopolisé par les européens. Ce sera une RÉPUBLIQUE DÉMOCRATIQUE ET SOCIALE, unissant fraternellement tous les algériens quelles que soient leurs races et leurs religions et donnant à chacun d’eux la parcelle de souveraineté à laquelle il peut légitimement prétendre. »

— La République algérienne, 1er octobre 1948, compte-rendu du congrès de Sétif, discours de Ferhat Abbas.
Dans les premières années, la perspective d'une indépendance rapide est proche car une nouvelle constitution française doit être votée, puis un nouveau statut de l'Algérie. L'un et l'autre pourrait ouvrir la voie de l'indépendance. Le parti propose alors une indépendance rapide dans le cadre de l'Union française. Une fois les textes votés, cette perspective s'éloigne, et la référence à l'Union française disparaît du discours des udmistes.